# NGC 5025
NGC 5025 (również PGC 45887 lub UGC 8292) – galaktyka spiralna (Sb), znajdująca się w gwiazdozbiorze Psów Gończych. Odkrył ją William Herschel 20 marca 1787 roku. Jest to galaktyka z aktywnym jądrem typu LINER.